# Coreobagrus
Coreobagrus is een geslacht van vissen uit de familie van de stekelmeervallen (Bagridae). De wetenschappelijke naam van het geslacht is voor het eerst geldig gepubliceerd in 1936 door Tamezo Mori.

## Soorten
- Coreobagrus brevicorpus Mori, 1936
- Coreobagrus ichikawai Okada & Kubota, 1957